# Tatisaurus oehleri
Tatisaurus oehleri es la única especie conocida del género extinto Tatisaurus  (en chino “lagarto Dadi”) de dinosaurio ornistisquio tireóforo, que vivió a principios del período Jurásico, hace aproximadamente entre 199 y 191 millones de años, en el Sinemuriense, en lo que hoy es Asia. Tatisaurus era un pequeño dinosaurio acorazado, uno de los primeros, que medía dos metros de largo aproximadamente y 0,6 de alto, con un peso de 50 kilogramos.
En 1948 y 1949, el padre Edgar Oehler, un sacerdote católico que trabajaba para la Universidad Católica Fu Jen en Beijing, excavó fósiles cerca del pueblo de Da Di en Yunnan. Entre ellos estaba el hueso de la mandíbula de un dinosaurio herbívoro. La especie tipo, Tatisaurus oehleri, fue descrita en 1965 por Simmons, basado en solamente una mandíbula izquierda parcial con los dientes, el holotipo FMNH CUP 2088 . Los restos provienen de Lecho de Rojo oscuro, parte de la Formación Lufeng, en Yunnan, China, cerca de la villa de Dadi de donde proviene el nombre genérico.
Simmons pensaba que era afín a los hipsilofodóntidos primitivos, aunque tenía algunas características de un anquilosauriano. Más adelante, en 1990. el espécimen fue revisado por Dong Zhiming, que observó que tenía semejanzas con Huayangosaurus y las puso en la misma familia, haciéndolo por lo tanto un estegosauriano. En un estudio más moderno, en 1996, Tatisaurus fue reclasificado por Lucas como miembro del género Scelidosaurus. Esto ha sido observado por David B. Norman et al. como infundado. En su lugar lo consideran Thyreophora basal dudoso,  que mostraba una sola sinapomorfía del grupo, un extremo mesial ventralmente desviado del dentario. Si se considera un tireóforo, sería uno de los miembros más antiguos del grupo. aunque se considera que no se encuentra muy alejado de su antepasado Fabrosaurus. En 2019, un estudio concluyó que Bienosaurus era dudoso, posiblemente idéntico a Tatisaurus de la misma formación.